# Rosemount (Minnesota)
Rosemount é uma cidade localizada no estado americano de Minnesota, no Condado de Dakota.

## Demografia
Segundo o censo americano de 2000, a sua população era de 14.619 habitantes.
Em 2006, foi estimada uma população de 20.468, um aumento de 5849 (40.0%).

## Geografia
De acordo com o United States Census Bureau tem uma área de
91,0 km², dos quais 87,2 km² cobertos por terra e 3,8 km² cobertos por água.

## Localidades na vizinhança
O diagrama seguinte representa as localidades num raio de 12 km ao redor de Rosemount.